# 麻雀学園祭
『麻雀学園祭』（まーじゃんがくえんさい）は、メイクソフトウェアが開発、メディア商事が発売した脱衣麻雀。1997年発売。セガサターンに移植されている（1997年11月6日発売）。

## 概要
プレイヤーは高校の写真部部長という設定。学園祭で女性のヌードをテーマに展示を行うため、下記登場人物に声をかけモデルになってもらう。独自のルールとして、「めちゃモエ℃」という数値が導入されている。プレイヤーが登場人物に勝利するとこの数値は上昇する。大きな役で上がると上昇も大きい。登場人物をクリアした時の「めちゃモエ℃」に応じて脱衣画面の内容は変わる。

### 登場人物
- 高橋 恵子: 声 - 根谷美智子
- 結城 まきえ: 声 - 吉田古奈美
- 速水 佐和子: 声 - 高木礼子
- 鍵屋 京香: 声 - 小林さやか
- 榊 まゆ: 声 - 橘ひかり
- 秋野 まこと: 声 - 宮川香月

（出典：）